# Siliciure de terbium
Le siliciure de terbium est un composé chimique constitué de terbium et de silicium de formule TbSi2. Il se présente sous la forme d'un solide gris qui a été décrit dans les détails dès la fin des années 1950.
Il devient antiferromagnétique à 16 K.
Le siliciure de terbium cristallise dans le système orthorhombique, groupe d'espace I21/m21/m21/a (no 74), Z = 4, densité = 6,65. Il possède également une forme hexagonale, groupe d'espace P6/mmm (no 191), avec a = b = 410,2 pm (4,102 Å), c = 398,0 pm (3,980 Å), d= 6,16